# Gentleman Usher
Gentleman Usher (engl. ‚Ehrenwerter Höfling‘)  ist ein Titel mehrerer höherer Dienste im Royal Household des Vereinigten Königreichs.

## Geschichte
Die Gentlemen Usher waren ursprünglich eine Gruppe von Dienern im königlichen Haushalt mit geringfügigen Aufgaben. In der Regierungszeit der Tudor waren Edelleute unter dieser Bezeichnung am Hof tätig. Richard Brathwaite beschrieb in seinem Werk Some Rules and Orders for the Government of the House of an Earle die Gentleman Usher als „Offiziere und Diener die ein Hofstaat eines Earls haben muss“.
Der Dienst des Gentlemen Usher ist zwischen dem des Stewards und dem gewöhnlichen Hausdiener angelegt, indem sie für die Aufsicht über die Arbeit der Bediensteten „above Stairs“, insbesondere diejenigen, welche für die Küche, die Aufwartung der Edelmänner zu den Mahlzeiten und die Sauberkeit der Kammern verantwortlich waren. Er war auch für die Aufsicht über verschiedene andere Bedienstete, wie beispielsweise über die mit der Pflege der Kapelle des Edelmanns und dessen Bettkammern Betrauten zuständig. Traditionell schwor er die neuen Bediensteten der Adeligen ein und wies ihnen ihren Platz im Haushalt zu. Die Pflichten eines Gentleman Usher waren vergleichbar mit dem heutigen Butler, was ihn in einem Haushalt der Tudor- und Stuartzeit unentbehrlich machte. George Chapmans Werk The Gentleman Usher (1602–1604) hat als Titelfigur den pompösen, aber leicht zu täuschenden Bassiolo, den Gentleman Usher Lord Lassos.
Bei den Gentlemen Ushers des königlichen Haushalts gab es ursprünglich eine bestimmte Rangfolge: die vier Gentlemen Ushers of the Privy Chamber, die dem König in den Privatgemächern aufwarteten, die vier Gentlemen Ushers Daily Waiters und die acht Gentlemen Ushers Quarter(ly) Waiters. Die beiden letzten Gruppen dienten ursprünglich unterschiedlichsten Aufgaben des täglichen Bedarfes, aber im Laufe der Zeit wurde ihre Rolle zunehmend zeremoniell und ohne weiterreichende Aufsichtstätigkeit. 1901 hob Eduard VII. die drei Klassen auf und begann, nur noch Gentlemen Ushers in Ordinary zu ernennen.

## Heutige Verwendung
Gentlemen Ushers to The King/Queen sind in der Regel pensionierte Militärangehörige aller Waffengattungen (gelegentlich auch Zivilisten), welche zu den unregelmäßig stattfindenden königlichen Veranstaltungen berufen werden. Bei den Gartenpartys und bei Investituren fungieren sie als Platzanweiser. Diese unbezahlten Dienste enden mit dem 70. Lebensjahr. Eine Ernennung zum Extra Gentlemen Usher kann aber anschließend erfolgen.

## Besondere Gentlemen Ushers
Einige Gentleman Usher führen ihre Aufgaben außerhalb des königlichen Haushalts aus, in der Regel entweder als Offiziere eines Ritterordens oder im Verwaltungsdienst eines Parlaments. Diese sind in der Reihenfolge ihrer ersten Erwähnung:

### Gentleman Usher of the Black Rod
Der Gentleman Usher of the Black Rod wird erstmals um 1361 als Offizier des Order of the Garter erwähnt. Er ist Sekretär des Lord Great Chamberlain und Hausmeister des House of Lords und seit 1971 Sergeant-at-Arms des House of Lords. Während der Tudor-Zeit war er einer der leitenden Mitglieder (wie der Groom of the Stool) des königlichen Haushalts, von der Stuart-Restauration bis 1765 war Black Rod der Senior der Gentleman Usher Daily Waiter. Wurde ein neuer Daily Waiter ernannt, folgte der nächstältere dem vorherigen Black Rod. Im November 2017 wurde Sarah Clarke zur ersten Lady Usher of the Black Rod seit Bestehen des Amtes ernannt. Sie trat es am 13. Februar 2018 an.
Gentlemen Ushers of the Black Rod existieren auch in Neuseeland, Australien mit seinen Staaten und in Kanada.

#### Yeoman Usher
Er ist der Stellvertreter des Black Rod im House of Lords. Zu seinen wichtigsten Aufgaben gehört das Tragen des Amtszeichens des Hauses (ceremonial mace), das die königliche Autorität repräsentiert, vor dem Lord-Speaker und das Ablegen dieses auf den hinteren Teil des Woolsacks.

### Der Gentleman Usher of the White Rod
Der Gentleman Usher of the White Rod ist seit 1373 ein erbliches Amt im Schottischen Parlament bis zu dessen Abschaffung 1707. Dieses Amt wurde 1758, trotz seiner nicht mehr gebrauchten Tätigkeit, als bestehend deklariert und seither wurde es mehrfach ge- und verkauft. Zuletzt wurde es von dem Edinburger Rechtsanwalt William Walker für dessen zweiten Sohn Sir Patrick Walker als Einkommensquelle für 7.600 £ gekauft. Dieser führte das Amt eigenmächtig bei der Krönung George IV. ein und erschien bei dem Besuch dieses Königs in Edinburgh 1822 in seinem speziell dafür entworfenen Beinkleider und Uniform. Die Rechte liegen seit 1877 beim Walker Trust, einer Gründung der Erben, welcher das Recht auf dieses und andere Ämter in einem eignen Gesetz Walker Trust Act of 1877 zugesprochen wurde. Offizieller Amtsträger ist der Vorsitzende des Trustes, Very Rev. Dr. John Armes, Bischof von Edinburgh.

### Der Gentleman Usher of the Green Rod
Schon unter Königin Anna ist 1703 ein Usher des Schottischen Order of the Thistle erwähnt worden, jedoch wurde erst beim Regierungsantritt Georg I. 1714 erstmals ein offizielles Patent erteilt.

#### Usher of the Green Rod seit 1714
- 1714–1761: Sir Thomas Brand
- 1762–1787: Robert Quarme
- 1787–1800: Matthew Robert Arnott
- 1800–1842: Robert Quarme der Jüngere
- 1842–1884: Frederic Peel Round
- 1884–1895: Sir Duncan Campbell, 3. Baronet (1856–1926)
- 1895–1917: Alan Murray, 5. Earl of Mansfield (1864–1935)[9]
- 1917–1939: Brig.-Gen. Sir Robert Gordon Gilmour, 1. Baronet (1857–1939)[10]
- 1939–1953: Colonel Sir North Dalrymple-Hamilton (1883–1953)[11]
- 1953–1958: Lieut.-Col. Sir Edward Stevenson KCVO MC (1895–1958)[12]
- 1959–1979: Lieut.-Col. Sir Reginald Graham, 3. Baronet VC OBE (1892–1980)[13]
- 1979–1997: Rear-Admiral David Dunbar-Nasmith CB DSC (1921–1997)[14]
- 1997–heute: Rear-Admiral Christopher Layman CB DSO LVO (* 1938)[15]

### Der Irish Gentleman Usher of the Black Rod
Der Irish Gentleman Usher of the Black Rod wurde 1783 eingerichtet und war der Diener des Irischen Order of St. Patrick und dem Englischen Gentleman Usher of the Black Rod vergleichbar. Seit 1933 wurde das Amt nicht mehr vergeben.

### Der Gentleman Usher of the Scarlet Rod
Der Gentleman Usher of the Scarlet Rod wurde 1725 als Diener des Britischen Order of the Bath eingerichtet. Bis zur Trennung des Englischen vom Hannoveraner Thron war er gleichzeitig als Braunschweiger Herold Mitglied des College of Arms.

#### Gentlemen Ushers of the Scarlet Rod seit 1725
- 1725 – ?: Edmund Sawyer
- vor 1763 – nach 1789: Henry Hill
- vor 1806 – 2. Juli 1814: Sir Isaac Heard
- 2. Juli 1814 – 1841: Georg Friedrich Beltz
- 2. Dezember 1841 – 1857?: Albert William Woods
- 1857? – 18. Mai 1863: Hon. Frederick Arthur Henry Chichester
- 1863–1911?: Charles George Barrington
- vakant?
- 7. März 1913 – 30. März 1928: Colonel Sir Charles Wyndham Murray
- 30. März 1928 – 15. November 1932: Admiral Richard Grenville Arthur Wellington Stapleton-Cotton (1873–1953)
- 15. November 1932 – 14. Mai 1948: Air Vice Marshal Sir Charles Alexander Holcombe Longcroft (1883–1958)
- 14. Mai 1948 – 12. März 1954: Major-General Douglas Neil Wimberley
- 12. März 1954 – 17. Juli 1964: Rear-Admiral Robert St. Vincent Sherbrooke (1901–1972)
- 25. September 1964 – 3. August 1979: Air Marshal Sir Anthony Dunkerton Selway
- 9. Februar 1968 – 3. August 1979: Rear-Admiral Colin Duncan Madden
- 3. August 1979 – 1985: Air Marshal Sir Denis Crowley-Milling
- 1985 – 18. Juli 1990: Rear-Admiral David Edward Macey
- 18. Juli 1990 – 15. März 2002: Air Vice-Marshal Sir Richard Charles Fairfax Peirse
- 15. März 2002 – 13. Juni 2006: Rear-Admiral Iain Henderson
- 13. Juni 2006 – heute: Major-General Charles Vyvyan[16]

### Der Gentleman Usher to the Sword of State
Der Gentleman Usher to the Sword of State, eingerichtet um 1842, hielt das Sword of State bei offiziellen Anlässen vor dem Monarchen. Seit 1998 wird dieser Dienst bei der feierlichen Prozession der Eröffnung des Parlaments durch einen Peer vollzogen.

#### Gentlemen Ushers to the Sword of State
- 10. Januar 1837 – 1874?: Sir William Martins[18]
- vakant
- 23. Juli 1901 – 1. Dezember 1915: Sir Spencer Cecil Brabazon Ponsonby-Fane (1824–1915)[19]
- 27. Juni 1919 – 20. Mai 1924: Sir William Edward Goschen, 1. Baronet
- 3. November 1924 – 1933: Sir Reginald Brade (1964–1933)
- 10. März 1933 – 22. März 1946: Lieutenant-General Sir Lewis Stratford Tollemache Halliday (1870–1966)
- 22. März 1946 – 4. November 1966: Air Chief Marshal Sir Arthur Sheridan Barratt (1991–1966)
- 3. Februar 1967 – 1973: Sir William Gurdon Stirling (1907–1973)
- 26. Oktober 1973 – 7. April 1980: Sir Desmond Parry Dreyer (1910–2003)
- 7. April 1980 – 2. Mai 1988: Air Chief Marshal Sir John Barraclough (1918–2008)
- 2. Mai 1988 – 1997: General Sir Edward Burgess (* 1927)
- 1997 – 1. Dezember 2005: Admiral Sir Michael Layard (* 1936)
- 1. Dezember 2005 – heute: Air Chief Marshal Sir John Allison (* 1943)

### Der Gentleman Usher of the Blue Rod
Der Gentleman Usher of the Blue Rod wurde um 1882 als ein „Officer of Arms“ eingerichtet. 1911 wurde das Amt in den eines Usher umgewandelt, um mit den anderen Hohen Ritterorden vergleichbar im Order of St. Michael and St. George sein Amt zu versehen.

#### Officers of Arms of the Order of St. Michael and St. George (1882–1911)
- 1882–1901: Frederick Obadiah Adrian, CMG (1837–1909)[20]
- 1901–1911: Sir William Alexander Baillie-Hamilton, KCMG, CB (1844–1920)[21]

#### Gentlemen Ushers of the Blue Rod (seit 1911)
- 1911–1920: Sir William Alexander Baillie Hamilton, KCMG, CB[22]
- 1920–1934: Sir Reginald Laurence Antrobus, KCMG, CB (1853–1942)[23]
- 1934–1959: Admiral Sir Alan Geoffrey Hotham, KCMG, CB (1876–1965)[24]
- 1959–1972: Sir George Beresford-Stooke, KCMG (1897–1983)[25]
- 1972–1979: Sir Anthony Foster Abell, KCMG (1906–1994)[26]
- 1979–1992: Sir John Oscar Moreton, KCMG, KCVO, MC (1917–2012)[27]
- 1992–2002: Sir John William Denys Margetson, KCMG (* 1927)[28]
- seit 2002: Sir Anthony Figgis, KCVO, CMG (* 1940)

### Der Gentleman Usher of the Purple Rod
Der jüngste Usher wurde 1917 eingerichtet und 1918 ernannt und ist ein Amt des Order of the British Empire, welches gegenwärtig von der ersten Frau in einem Usher-Amt Dame Amelia Fawcett gehalten wird.

#### Gentlemen Ushers of the Purple Rod seit 1918
- 1918–1952: Sir Frederic Kenyon
- 1952–1960: Sir Ernest Arthur Gowers (1880–1966)[31]
- 1960–1969: Arthur Malcolm Trustram Eve, 1. Baron Silsoe (1894–1976)[32]
- 1969–1985: Sir Robert Bellinger (1910–2002)[33]
- 1985–2000: Sir Robin Gillett, 2. Baronet (1925–2009)[34]
- 2000–2013: Sir Alexander Michael Graham (* 1938)[35]
- 2013 bis heute: Dame Amelia Chilcott Fawcett, DBE (* 1956) (erste Lady Usher)[36]